# 시보귬
시보귬(←영어: seaborgium 시보기엄[*], 독일어: Seaborgium 시보기움[*])은 화학 원소로 기호는 Sg(←라틴어: seaborgium 세아보르기움[*]), 원자 번호는 106이다. 1974년 발견되었으며 1997년 미국의 화학자 글렌 T. 시보그의 이름을 따서 명명되었다. 명명 이전에는 "운닐헥슘"(unnilhexium, Unh)이나 "러더퍼듐"(rutherfordium)이라는 이름으로 불리기도 했다. 시보귬은 인공 원소로 가장 안정적인 동위 원소인 266Sg의 반감기는 1.9분이다. 화학적 성질은 텅스텐이나 몰리브데넘에 가깝다. 가속기에서 캘리포늄과 산소의 핵반응으로 생성된 원소이다. 발표 당시에 살아 있던 사람의 이름을 따 명명된 최초의 원소이다.